# Sh2-12
Sh2-12 (nota anche come RCW 132) è una nebulosa a emissione visibile nella costellazione dello Scorpione.
Si trova nella parte centro-meridionale della costellazione, a breve distanza angolare dal brillante ammasso aperto M6; si estende per circa due gradi in una regione molto ricca di campi stellari. Il periodo più indicato per la sua osservazione nel cielo serale ricade fra giugno e novembre; trovandosi a declinazioni moderatamente australi, la sua osservazione è facilitata dall'emisfero australe.
Sh2-12 è una grande regione H II situata sul Braccio del Sagittario alla distanza di circa 1700 parsec (5540 anni luce); la responsabile della sua ionizzazione sarebbe HD 159176, un sistema stellare binario composto da due stelle blu di sequenza principale con classe spettrale O7V situato all'interno dell'ammasso aperto NGC 6383, cui Sh2-12 appare fisicamente associata. Secondo alcuni studi, la nube apparterrebbe a una grande regione di formazione stellare denominata SFR 355.37+0.22; questa regione comprende tre sorgenti di radiazione infrarossa, fra le quali due individuate dall'IRAS. La sorgente più cospicua è IRAS 17302-3245, che coincide con una regione di gas ionizzato che presenta emissioni nella banda dell'infrarosso. In aggiunta a queste sorgenti, sono noti ben cinque maser, di cui due mostrano emissioni idrossido, due a metanolo e due ad acqua, e un ammasso di stelle fortemente oscurato con emissioni all'infrarosso, denominato [BDS2003] 102.
Nei pressi di Sh2-12 si estende l'associazione Scorpius OB4, un'associazione OB costituita da 71 stelle con classi spettrali comprese fra O e B9 posta alla distanza media di 1400 parsec; le componenti di classe O mostrano una distribuzione uniforme senza apparenti concentrazioni. Scorpius OB4 comprenderebbe anche le regioni adiacenti allo stesso ammasso aperto NGC 6383, oltre alle vicine nebulose NGC 6357 e Sh2-13.
Altri studi, tuttavia, stimano la distanza di Sh2-12 attorno ai 985 parsec (circa 3210 anni luce), dunque in primo piano rispetto a Scorpius OB4 e sul bordo esterno del Braccio del Sagittario. Le medesime stime indicano una distanza inferiore anche per l'ammasso NGC 6383, che quindi dovrebbe trovarsi slegato dall'associazione OB.